# اگنس سورال
اگنس سورال (به انگلیسی: Agnès Soral) (زاده ۸ ژوئن ۱۹۶۰) بازیگر فرانسوی است.
از کارهای معروف او می‌توان به بازی در فیلم مردان، زنان: یک راهنمای کاربری، شیطان، ترس و عشق و بریگاد ببر اشاره کرد.